# Bincheng
Bincheng är ett stadsdistrikt och säte för stadsfullmäktige i Binzhou i Shandong-provinsen i norra Kina.